# Discographie de Godflesh
Cet article est la discographie du groupe de metal industriel Godflesh.

## Albums studios
| Années                                    | Détails de l'album                                                                                   | Charts |
| Années                                    | Détails de l'album                                                                                   | GRE    |
| ----------------------------------------- | --- | ------ |
| 1989                                      | Streetcleaner - Date de sortie: 13 novembre 1989 - Label: Earache (MOSH #15) - Format: CD            | 45     |
| 1992                                      | Pure - Date de sortie: 13 avril 1992 - Label: Earache (MOSH #32) - Format: CD                        | —      |
| 1994                                      | Selfless - Date de sortie: 18 octobre 1994 - Label: Earache/Columbia (MOSH #85) - Format: CD         | —      |
| 1996                                      | Songs of Love and Hate - Date de sortie: 20 août 1996 - Label: Earache (MOSH #157) - Format: CD      | —      |
| 1999                                      | Us and Them - Date de sortie: 8 juin 1999 - Label: Earache (MOSH #179) - Format: CD                  | —      |
| 2001                                      | Hymns - Date de sortie: 23 octobre 2001 - Label: Music for Nations - Format: CD                      | —      |
| 2014                                      | A World Lit Only by Fire - Date de sortie: 7 octobre 2014 - Label: Avalanche Recordings - Format: CD |        |
| 2017                                      | Post Self - Date de sortie: 17 novembre 2017 - Label: Avalanche Recordings - Format: CD              |        |
| 2023                                      | Purge - Date de sortie: 9 juin 2023 - Label: Avalanche Recordings - Format: CD                       |        |
| "—" denotes a release that did not chart. | |        |

## EP
| Année | Détails de l'album                                                                                |
| ----- | ------------------------------------------------------------------------------------------------- |
| 1988  | Godflesh - Date de sortie: 1988 - Label: Swordfish Earache (MOSH #20) (1990 reissue) - Format: CD |
| 1991  | Loopflesh - Date de sortie: 1991 - Label: Clawfist - Format: CD                                   |
| 1991  | Slavestate - Date de sortie: 1991 - Label: Earache (MOSH #30) - Format: CD                        |
| 1991  | Slavestate Remixes - Date de sortie: 1991 - Label: Earache (MOSH #30) - Format: CD                |
| 1991  | Cold World - Released: 1991 - Label: Earache (MOSH #56) - Format: CD                              |
| 1994  | Merciless - Date de sortie: 1994 - Label: Earache/Columbia (MOSH #116) - Format: CD               |
| 2000  | Messiah - Date de sortie: 2000 - Label: AvalancheInc Relapse (2003 reissue) - Format: CD          |

## Albums-Remix
| Année | Détails de l'album                                                                            |
| ----- | --------------------------------------------------------------------------------------------- |
| 1997  | Love and Hate in Dub - Date de sortie: 24 juin 1997 - Label: Earache (MOSH #178) - Format: CD |

## Compilation albums
| Année | Détails de l'album                                                                      |
| ----- | --------------------------------------------------------------------------------------- |
| 1996  | Slateman/Cold World - Date de sortie: 1996 - Label: Earache (MOSH #47) - Format: CD     |
| 1996  | Selfless/Merciless - Date de Sortie: 1996 - Label: Earache (MOSH #116) - Format: CD     |
| 2001  | In All Languages - Date de sortie: 2001 - Label: Earache (MOSH #246) - Format: 2xCD/DVD |

## Singles
| Années | Détails de l'album                                                             |
| ------ | ------------------------------------------------------------------------------ |
| 1991   | Slateman - Date de sortie: 1990 - Label: Earache (MOSH #47) - Format: CD       |
| 1995   | Crush My Soul - Date de sortie: 1995 - Label: Earache (MOSH #127) - Format: CD |